# Епархия Умайты
Епархия Умайты (лат. Dioecesis Humaitanensis) — епархия Римско-Католической церкви с центром в городе Умайта, Бразилия. Епархия Умайты входит в митрополию Порту-Велью. Кафедральным собором епархии Умайты является церковь Непорочного Зачатия Пресвятой Девы Марии.  

## История
26 января 1961 года Римский папа Иоанн XXIII издал буллу «Cum praelaturae», которой учредил епархию Умайты, выделив её из aрхиепархии Манауса.

## Ординарии епархии
- епископ Josef Domitrovitsch (1961—1962)
- епископ Miguel d’Aversa (1962—1991)
- епископ José Jovêncio Balestieri (1991—1998)
- епископ Franz Josef Meinrad Merkel (2000 — по настоящее время)

## Источник
- Annuario Pontificio, Ватикан, 2007
- Булла Cum praelaturae  (лат.)